# MotoGP

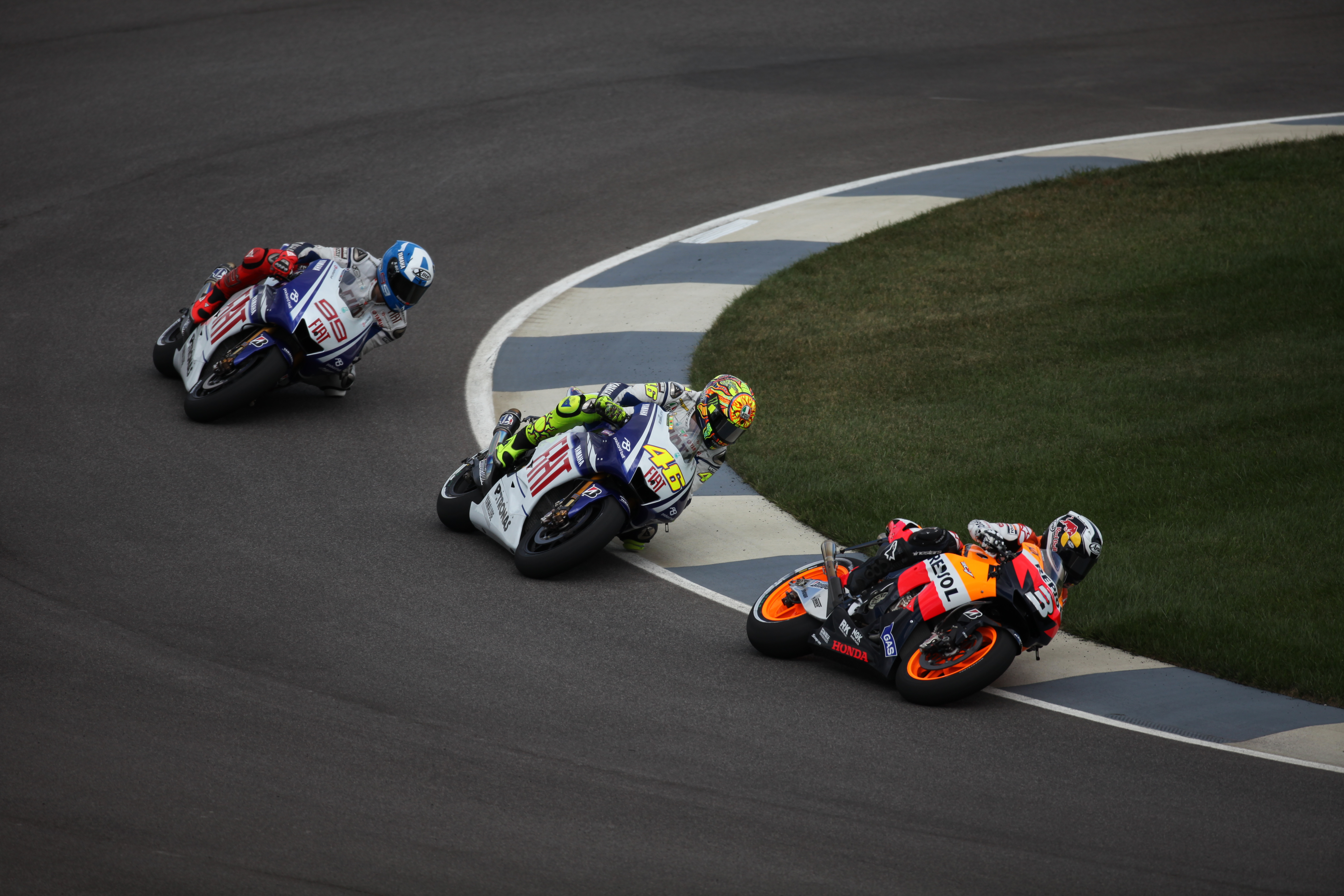
Giải đua xe MotoGP

MotoGP, tên đầy đủ là Giải đua xe MotoGP vô địch thế giới, là giải đua xe cao cấp nhất của thể loại đua mô tô trên đường nhựa. MotoGP do Dorna Sports tổ chức dưới sự quản lý của Liên đoàn đua xe mô tô quốc tế (FIM).  
Ngược dòng lịch sử các cuộc đua xe mô tô riêng lẻ đã được tổ chức từ đầu thế kỷ 20, trong số đó những cuộc đua lớn ở quy mô quốc gia thường được gọi là các giải đua Grand Prix, một số khác được gọi là các giải đua TT. Năm 1949 Liên đoàn đua xe mô tô quốc tế đã thống nhất các quy định với các liên đoàn thành viên và chọn ra 4 Grand Prix và 2 TT để tổ chức thành giải đua mô tô vô địch thế giới lần đầu tiên. Đây cũng chính là giải đua xe vô địch thế giới lâu đời nhất trong lịch sử.
Trước đây MotoGP là tên gọi của giải đua bao gồm nhiều thể thức khác nhau như 500cc, 250cc và 125cc. Từ năm 2002 tên gọi MotoGP được sử dụng để thay cho thể thức 500cc. Những năm sau đó thì các thể thức 250cc và 125cc cũng phát triển thành các giải đua Moto2 và Moto3, được coi là các giải trẻ của MotoGP.
Chức vô địch hiện được chia thành bốn thể thức: MotoGP (thay thế thể thức 500cc), Moto2 (thay thế thể thức 250cc), Moto3 (thay thế thể thức 125cc) và MotoE. Ba hạng đầu tiên sử dụng động cơ bốn thì, trong khi hạng MotoE (mới năm 2019) sử dụng động cơ điện. Mùa giải MotoGP 2019 bao gồm 19 giải Grands Prix, với 12 giải được tổ chức tại châu Âu, ba ở châu Á, hai ở châu Mỹ và một ở Úc và Trung Đông.
Xe mô-tô Grand Prix là những cỗ máy đua được xây dựng có mục đích thường không có sẵn để bán ra cho công chúng.

## Các tay đua
Các tay đua hàng đầu sẽ thi đấu các chặng đua ở vòng quanh thế giới. Giải đua này được nhiều người dân Ý và Tây Ban Nha theo dõi, vì trong những năm gần đây các tay đua của 2 quốc gia này giành được nhiều chức vô địch, Tính đến năm 2017, có 26 tay đua của 8 quốc gia đã từng vô địch thể thức cao nhất là MotoGP/500cc.

### Các nhà vô địch
Chức vô địch được trao cho tay đua ghi nhiều điểm nhất trong mùa giải.
Giacomo Agostini là tay đua nhiều lần vô địch nhất trong lịch sử với 15 danh hiệu (8 ở thể thức 500 cc và 7 ở thể thức 350 cc). Trong khi đó, tay đua thống trị nhất 1 giải đua là Mike Hailwood, đã chiến thắng 10 trong tổng số 12 chặng đua (83%) ở thể thức 250 cc mùa giải 1966. Cũng phải kể đến Mick Doohan, người từng chiến thắng 12 trong 15 chặng đua (80%) ở mùa giải 500cc năm 1997. Valentino Rossi là tay đua thành công nhất ở thời điểm hiện tại, anh đã vô địch 9 lần trong đó có 7 chức vô địch thể thức MotoGP/500cc. Nhà đương kim vô địch (2021) đang là Fabio Quatararo.

## Các chặng đua MotoGP

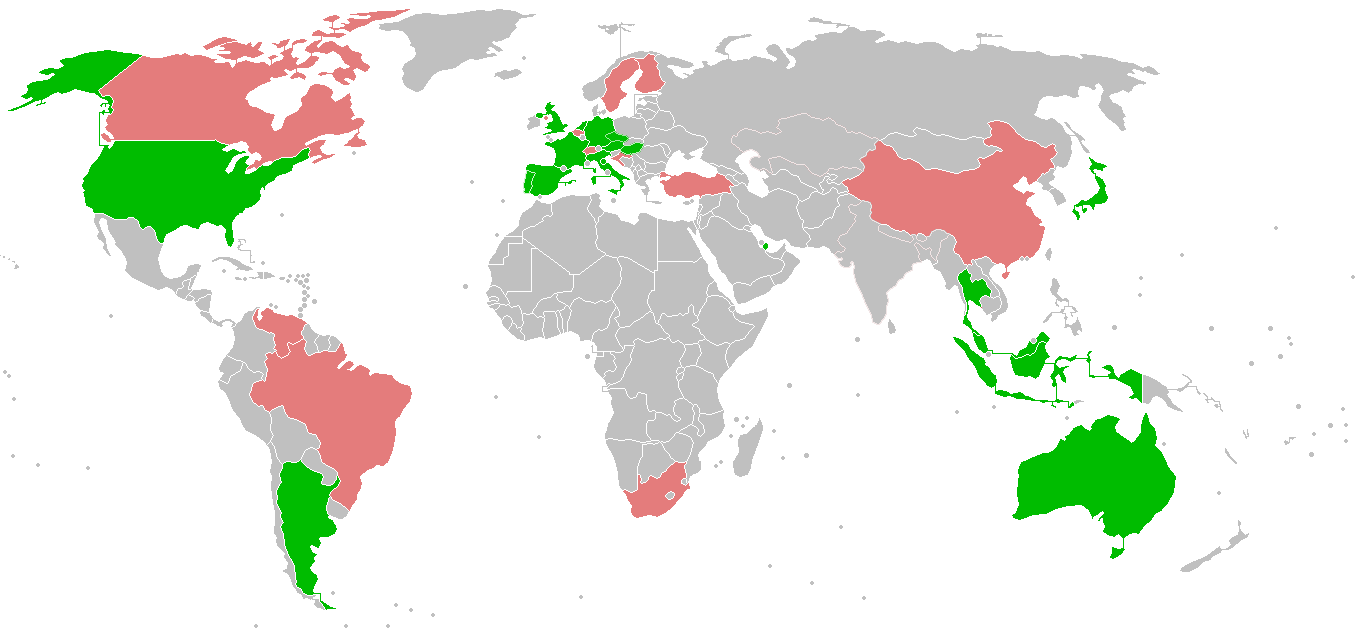
Bản đồ MotoGP. Màu xanh là các nước đang tổ chức, màu đỏ là những nước từng tổ chức trong quá khứ

Mùa giải MotoGP 2017 bao gồm 18 chặng đua ở 15 quốc gia (riêng Tây Ban Nha tổ chức 4 chặng đua) 
- Losail International Circuit, Qatar.
- Termas de Río Hondo, Argentina.
- Circuit of the Americas Blvd, Austin, Hoa Kỳ.
- Jerez de la Frontera, Circuito de Jerez, Tây Ban Nha.
- Le Mans, Circuit Bugatti, 72100 Le Mans, Pháp.
- Scarperia e San Piero, Mugello Circuit, Ý.
- Montmeló, Circuit de Catalunya, Barcelona, Tây Ban Nha.
- Assen, TT Circuit Assen, Hà Lan.
- Hohenstein-Ernstthal, Sachsenring Circuit, Đức.
- Spielberg bei Knittelfeld, Red Bull Ring, Áo.
- Brno, Automotodrom Brno, Masaryk Circuit, Brno Circuit, Séc.
- Silverstone Circuit, Silverstone, Northamptonshire, Anh, Vương quốc Anh.
- Misano Adriatico, Misano World Circuit Marco Simoncelli, Ý.
- Alcañiz, Motorland Aragon, Alcañiz, Aragón, Tây Ban Nha.
- Chang International Circuit, Thái Lan.
- Motegi, Twin Ring Motegi, Motegi, tỉnh Tochigi, Nhật Bản.
- Ventnor, Phillip Island Grand Prix Circuit, Úc.
- Sepang, Sepang International Circuit, Malaysia.
- Cheste, Ricardo Tormo Circuit, Valencia, Tây Ban Nha.

### Thể thức MotoGP

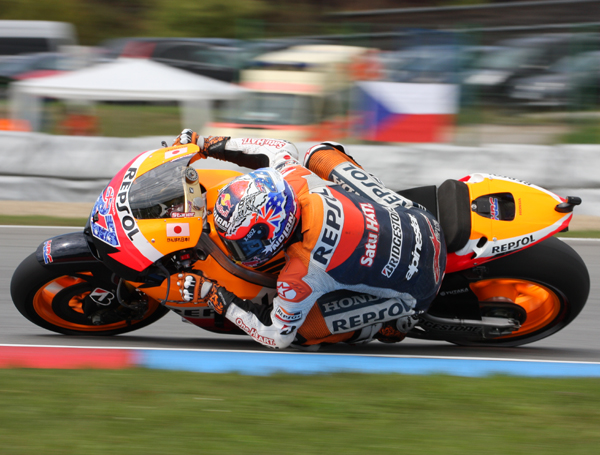
Casey Stoner tại Brno-CH Séc

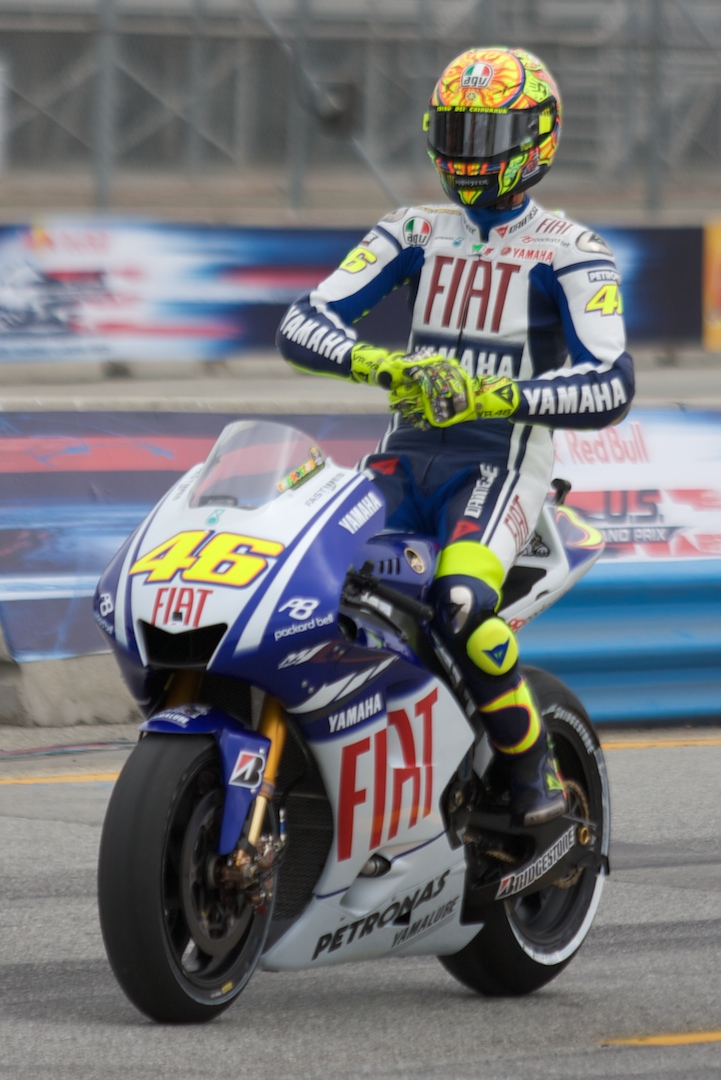
Valentino Rossi tại Laguna Seca

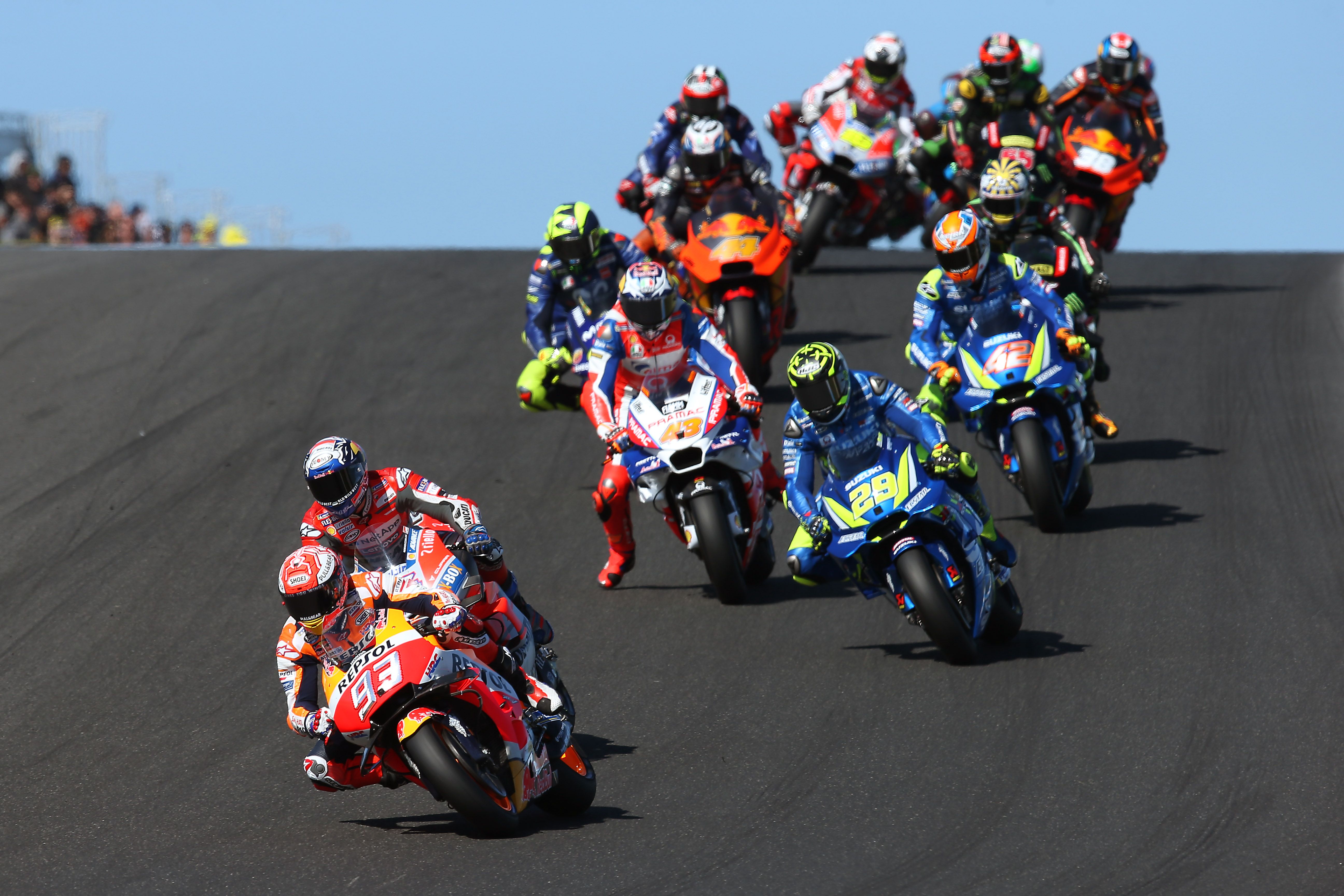
Cuộc đua năm 2018

## Kỹ thuật

### Thể thức Moto2
Moto2 là thể thức thay thế cho thể thức 250cc truyền thống từ năm 2010. Các xe thi đấu ở thể thức này có động cơ 4 thì 600cc. Honda độc quyền cung cấp động cơ cho các đội đua Moto2. Dunlop cũng cấp lốp độc quyền còn thiết bị điện tử có giá tối đa 650 EURO cũng được quy định chặt chẽ và được đối tác độc quyền của FIM cung cấp. Phanh dĩa carbon bị cấm. Chỉ có cho phép sử dụng phanh dĩa bằng thép. Tuy nhiên, không có giới hạn số lượng khung xe.
Từ năm 2019, Triumph sẽ là nhà cung cấp động cơ độc quyền.

### Thể thức Moto3
Thể thức Moto3 thay thế thể thức 125cc từ năm 2012. Thể thức này quy định động cơ 4 thì 1 xy lanh 250cc, đường kính tối đa của xi lanh là 81mm. Tổng trọng lượng tối thiểu của cả xe và tay đua là 148 kg. Các tay đua Moto3 phải từ 28 tuổi trở xuống. Đối với các tay đua tham gia lần đầu, họ không được quá 25 tuổi.

### Động cơ
| Tiêu chí                   | MotoGP                                | Moto2                                                              | Moto3                                 |
| -------------------------- | ------------------------------------- | ------------------------------------------------------------------ | ------------------------------------- |
| Nhà sản xuất               | Nhiều                                 | Honda (2010-2018) Triumph (2019 onwards)                           | Nhiều                                 |
| Quy định về xy lanh        | 75.5°-90° V4/I4                       | I4(2010-2018) I3 (2019 onwards)                                    | 1 xy lanh                             |
| Thể tích (phân khối)       | 1.000 cc (61 in khối)                 | 600 cc (37 in khối) (2010-2018) 765 cc (47 in khối) (2019 onwards) | 250 cc (15 in khối)                   |
| Thì                        | 4 thì (từ năm 2012)                   | 4 thì (từ năm 2012)                                                | 4 thì (từ năm 2012)                   |
| Kiểu van                   | DOHC, 4 van 1 xy lanh                 | DOHC, 4 van 1 xy lanh                                              | DOHC, 4 van 1 xy lanh                 |
| Nhiên liệu                 | Unleaded 100 octane (no control fuel) | Total unleaded 98 octane (since 2016)                              | Total unleaded 98 octane (since 2016) |
| Dẫn nhiên liệu             | Fuel injection                        | Fuel injection                                                     | Fuel injection                        |
| Aspiration                 | Natural aspiration                    | Natural aspiration                                                 | Natural aspiration                    |
| Công suất                  | 260 bhp (190 kW)                      | > 140 bhp (100 kW)                                                 | > 55 bhp (41 kW)                      |
| Tỷ số công suất/khối lượng | 1.51 bhp/kg                           | ~1 bhp/kg                                                          | ~0.6 bhp/kg                           |
| Bôi trơn                   | Wet sump                              | Wet sump                                                           | Wet sump                              |
| Số vòng tua của động cơ    | 17,500 - 18,000 rpm                   | 17,500 - 18,000 rpm                                                | 14,000 rpm                            |
| Tốc độ tối đa              | 361 km/h (224 mph)                    | 280 km/h (174 mph)                                                 | 244 km/h (152 mph)                    |
| Hệ thống làm mát           | Single water pump                     | Single water pump                                                  | Single water pump                     |
| Đánh lửa                   | NGK                                   | NGK                                                                | NGK                                   |

### Trọng lượng
| Số xylanh | Năm 2002        | Năm 2007          | Năm 2010          |
| --------- | --------------- | ----------------- | ----------------- |
| 2         | 135 kg (298 lb) | 137 kg (302 lb)   | 135 kg (298 lb)   |
| 3         | 135 kg (298 lb) | 140,5 kg (310 lb) | 142,5 kg (314 lb) |
| 4         | 145 kg (320 lb) | 148 kg (326 lb)   | 150 kg (330 lb)   |
| 5         | 145 kg (320 lb) | 155,5 kg (343 lb) | 157,5 kg (347 lb) |
| 6         | 155 kg (342 lb) | 163 kg (359 lb)   | 165 kg (364 lb)   |

## Hệ thống tính điểm
| Vị trí | 1  | 2  | 3  | 4  | 5  | 6  | 7 | 8 | 9 | 10 | 11 | 12 | 13 | 14 | 15 |
| ------ | -- | -- | -- | -- | -- | -- | - | - | - | -- | -- | -- | -- | -- | -- |
| Điểm   | 25 | 20 | 16 | 13 | 11 | 10 | 9 | 8 | 7 | 6  | 5  | 4  | 3  | 2  | 1  |

## Truyền thông
- Hitting the Apex, a documentary film about MotoGP, was released in 2015 and is now available on DVD.
- Fastest, a documentary film about MotoGP, was released in 2011 and is now available on DVD.
- Faster, a documentary film about MotoGP, was released in 2003 and is now available on DVD.
- The Doctor, The Tornado and The Kentucky Kid, a documentary on the 2005 United States motorcycle Grand Prix